# Discografia di T.I.
Questo articolo include la Discografia degli album di T.I.. Nella lista ci sono tutti gli album in ordine di pubblicazione.

## Album

### Album in studio
| Anno | Titolo                                                                              | Classifiche | Classifiche | Classifiche | Classifiche | Classifiche | Classifiche | Classifiche | Vendite e certificazioni                                                                            |
| Anno | Titolo                                                                              | U.S.        | U.S. R&B    | U.S. Rap    | CAN         | UK          | NZ          | FRA         | Vendite e certificazioni                                                                            |
| ---- | ----------------------------------------------------------------------------------- | ----------- | ----------- | ----------- | ----------- | ----------- | ----------- | ----------- | --------------------------------------------------------------------------------------------------- |
| 2001 | I'm Serious - Primo album studio - Pubblicato: 9 ottobre 2001                       | 98          | 27          | *           | —           | —           | —           | —           | - US Sales: 163,000                                                                                 |
| 2003 | Trap Muzik - Secondo album studio - Pubblicato: 19 agosto 2003                      | 4           | 2           | 1           | —           | —           | —           | —           | - RIAA: Platinum - U.S. Sales: 1.1 million                                                          |
| 2004 | Urban Legend - Terzo album studio - Pubblicato: 30 novembre 2004                    | 7           | 1           | 1           | —           | —           | —           | —           | - RIAA: Platinum - US Sales: 1.3 million                                                            |
| 2006 | King - Quarto album studio - Pubblicato: 28 marzo 2006                              | 1           | 1           | 1           | 24          | 83          | —           | 36          | - CRIA: Gold - RIAA: Platinum - US Sales: 1.8 million                                               |
| 2007 | T.I. vs. T.I.P. - Quinto album studio - Pubblicato: 3 luglio 2007                   | 1           | 1           | 1           | 7           | —           | 37          | 108         | - CRIA: Gold - RIAA: Platinum - US Sales: 1.3 million                                               |
| 2008 | Paper Trail - Sesto album studio - Pubblicato: 30 settembre 2008                    | 1           | 1           | 1           | 2           | 42          | 9           | 51          | - ARIA: Gold - BPI: Gold - CRIA: Platinum - RIAA: 2× Platinum - RIANZ: Gold - US Sales: 2.0 million |
| 2010 | No Mercy - Settimo album studio - Pubblicato: 7 dicembre 2010                       | 4           | 1           | 1           | 35          | 39          | 39          | 173         | - US: Gold                                                                                          |
| 2012 | Trouble Man: Heavy Is the Head - Ottavo album studio - Pubblicato: 18 dicembre 2012 | 2           | 1           | 1           | -           | 188         | -           | -           | - US: Gold                                                                                          |
| 2014 | Paperwork - Nono album studio - Pubblicato: 21 ottobre 2014                         | 2           | 1           | 1           | 19          | 85          | -           | -           | |
| 2018 | Dime Trap - Decimo album studio - Pubblicato: 5 ottobre 2018                        | 13          | 8           | 8           | 63          | -           | -           | -           | |

### Compilation
- 25 to Life [17] (with P$C)
  - Released: September 20, 2005
  - Chart positions: 10 U.S.
- Grand Hustle Presents: In da Streetz Volume 4
  - Released: December 19, 2006
  - RIAA certification: Gold

### EP
- A King of Oneself
  - Released: September 30, 2008
  - Chart positions: #125 Billboard 200, #27 Top R&B/Hip-Hop Albums
- Paper Trail: Case Closed EP
  - Released: August 28, 2009 (UK only)

### Mixtapes
2006
- Sweet 16 Vol. 4

2007
- I AM (T.I. Vs. Tip)
- Live From The Trap
- The Tip Top Of Hip Hop [with Grand Hustle]

2008
- Triangle Offense, Vol. 4 [with Lil Wayne and Young Jeezy]
- The Tipping Point
- KING (Need I Say More?)
- Disturbing the Kings [with Ludacris]
- Paper Trail Prequal
- Thoughts Of A 8 Time Felon
- King's Court
- Me Against The World
- Crack Addiction [with Yo Gotti]
- I'm A G (Still Da King)
- Captain America
- King Shit
- Triangle Offense, Vol. 7 [with Young Jeezy and Ludacris]
- I Know You Missed Me
- Got Snow? Part 3 [with Young Jeezy]
- Street Runnaz (The Paper Trail Edition)
- The T.I.P. Collective (A Tribute To The Trap)
- Corna Boyz, Vol. 6 [with Jadakiss]
- Triangle Offense, Vol. 7 [with Lil Wayne and Young Jeezy]
- Captain America (2 Disc)
- Georgia Muscle 8 (Must Be 2 Sides) [with Shawty Lo]
- The Story Of A King
- It's The King Bitch
- The Leak

2009
- Gone 'Til November
- Long Live Da King
- Who's Got The Crown, Vol. 5 [with Young Jeezy]
- A Year And A Day
- Southern Royalty [With The Cartel]
- The Triangle Offense [with Lil Wayne and Young Jeezy]
- I Am, Part 2
- T.I.P. Drill
- Live From Forest City Correctional Facility
- Southern Royalty [With DJ Unexpected]
- Portrait of a King

## Singoli

### Solista
| Anno | Singolo                                                                         | Posizione in classifica | Posizione in classifica | Posizione in classifica | Posizione in classifica | Posizione in classifica | Posizione in classifica | Posizione in classifica | Album                                                | Certificazione RIAA |
| Anno | Singolo                                                                         | U.S.                    | U.S. R&B                | U.S. Rap                | CAN                     | UK                      | AUS                     | NZ                      | Album                                                | Certificazione RIAA |
| ---- | ------------------------------------------------------------------------------- | ----------------------- | ----------------------- | ----------------------- | ----------------------- | ----------------------- | ----------------------- | ----------------------- | ---------------------------------------------------- | ------------------- |
| 2001 | I'm Serious (featuring Beenie Man)                                              | —                       | 110                     | —                       | —                       | —                       | —                       | —                       | I'm Serious                                          | —                   |
| 2003 | 24's                                                                            | 78                      | 28                      | 15                      | —                       | —                       | —                       | —                       | Trap Muzik                                           | —                   |
| 2003 | Be Easy                                                                         | —                       | 55                      | —                       | —                       | —                       | —                       | —                       | Trap Muzik                                           | —                   |
| 2004 | Rubberband Man                                                                  | 30                      | 15                      | 11                      | —                       | —                       | —                       | —                       | Trap Muzik                                           | Gold                |
| 2004 | Let's Get Away (featuring Jazze Pha)                                            | 35                      | 17                      | 10                      | —                       | —                       | —                       | —                       | Trap Muzik                                           | —                   |
| 2004 | Bring 'Em Out                                                                   | 9                       | 6                       | 4                       | —                       | 59                      | —                       | —                       | Urban Legend                                         | Platinum            |
| 2005 | U Don't Know Me                                                                 | 23                      | 6                       | 4                       | —                       | —                       | —                       | —                       | Urban Legend                                         | Platinum            |
| 2005 | ASAP                                                                            | 75                      | 18                      | 14                      | —                       | 35                      | —                       | —                       | Urban Legend                                         | Gold                |
| 2006 | What You Know                                                                   | 3                       | 1                       | 1                       | —                       | —                       | —                       | —                       | King                                                 | 2x Platinum         |
| 2006 | Why You Wanna                                                                   | 29                      | 5                       | 4                       | —                       | 22                      | 49                      | —                       | King                                                 | Gold                |
| 2006 | Live in the Sky (featuring Jamie Foxx)                                          | —                       | 59                      | —                       | —                       | —                       | —                       | —                       | King                                                 | —                   |
| 2006 | Top Back (Remix)" (featuring Young Jeezy, Young Dro, Big Kuntry King, and B.G.) | 29                      | 13                      | 8                       | —                       | —                       | —                       | —                       | King / Grand Hustle Presents: In da Streetz Volume 4 | Gold                |
| 2007 | Big Things Poppin' (Do It)                                                      | 9                       | 7                       | 2                       | 75                      | —                       | —                       | 8                       | T.I. vs. T.I.P.                                      | —                   |
| 2007 | You Know What It Is (featuring Wyclef Jean)                                     | 34                      | 11                      | 5                       | 61                      | —                       | —                       | —                       | T.I. vs. T.I.P.                                      | —                   |
| 2007 | Hurt (featuring Alfamega and Busta Rhymes)                                      | —                       | 89                      | 8                       | —                       | —                       | —                       | —                       | T.I. vs. T.I.P.                                      | —                   |
| 2008 | Whatever U Like                                                                 | 1                       | 1                       | 1                       | 12                      | 47                      | 13                      | 1                       | Paper Trail                                          | 3x Platinum         |
| 2008 | Swagga like Us (featuring Kanye West, Jay-Z, and Lil Wayne)                     | 5                       | 11                      | 4                       | 19                      | 33                      | —                       | —                       | Paper Trail                                          | —                   |
| 2008 | Live Your Life (featuring Rihanna)                                              | 1                       | 2                       | 1                       | 4                       | 2                       | 3                       | 2                       | Paper Trail                                          | 3x Platinum         |
| 2009 | Dead and Gone (featuring Justin Timberlake)                                     | 2                       | 2                       | 1                       | 3                       | 4                       | 4                       | 2                       | Paper Trail                                          | 2x Platinum         |
| 2009 | Remember Me (featuring Mary J. Blige)                                           | 29                      | 42                      | 12                      | 21                      | 34                      | —                       | —                       | Paper Trail: Case Closed                             | —                   |
| 2009 | Hell of a Life                                                                  | 54                      | 71                      | 10                      | 43                      | —                       | —                       | —                       | Paper Trail: Case Closed                             | —                   |
| 2010 | Got Your Back (featuring Keri Hilson)                                           | —                       | —                       | —                       | —                       | —                       | —                       | —                       | No Mercy                                             | US: Gold            |
| 2010 | Get Back Up (featuring Chris Brown)                                             | —                       | —                       | —                       | —                       | —                       | —                       | —                       | No Mercy                                             |                     |
| 2011 | That's All She Wrote (featuring Eminem)                                         | —                       | —                       | —                       | —                       | —                       | —                       | —                       | No Mercy                                             |                     |

### Collaborazioni
| Year | Song                                            | Chart positions | Chart positions | Chart positions | Album                                     |
| Year | Song                                            | U.S.            | U.S. R&B        | U.S. Rap        | Album                                     |
| ---- | ----------------------------------------------- | --------------- | --------------- | --------------- | ----------------------------------------- |
| 2005 | "I'm a King" (with P$C) (featuring Lil Scrappy) | 67              | 16              | 14              | 25 to Life / Hustle and Flow (Soundtrack) |

### Altri singoli
| Year | Song                                             | Chart positions | Chart positions | Chart positions | Chart positions | Album                                         |
| Year | Song                                             | U.S.            | U.S. R&B        | U.S. Pop        | CAN             | Album                                         |
| ---- | ------------------------------------------------ | --------------- | --------------- | --------------- | --------------- | --------------------------------------------- |
| 2005 | "Motivation" B                                   | —               | 62              | —               | —               | Urban Legend                                  |
| 2005 | "Get Loose" (featuring Nelly) C                  | —               | 70              | —               | —               | Urban Legend                                  |
| 2006 | "Ride Wit Me" A                                  | 111             | 111             | 78              | —               | King                                          |
| 2006 | "Front Back" (featuring UGK) A                   | —               | 111             | —               | —               | King                                          |
| 2007 | "Where They At" C                                | —               | 69              | —               | —               | Grand Hustle Presents: In da Streetz Volume 4 |
| 2007 | "Touchdown" (featuring Eminem) C                 | 109             | —               | 96              | —               | T.I. vs. T.I.P.                               |
| 2008 | "No Matter What" A                               | 72              | 42              | 58              | 66              | Paper Trail                                   |
| 2008 | "Swing Ya Rag" (featuring Swizz Beatz) A         | 62              | 53              | —               | —               | Paper Trail                                   |
| 2008 | "What Up, What's Haapnin'" A                     | 84              | 97              | —               | —               | Paper Trail                                   |
| 2008 | "Ready for Whatever" C                           | 57              | —               | —               | 62              | Paper Trail                                   |
| 2008 | "56 Bars (Intro)" C                              | 119             | —               | —               | —               | Paper Trail                                   |
| 2008 | "My Life Your Entertainment" (featuring Usher) C | 119             | —               | —               | —               | Paper Trail                                   |
| 2008 | "I'm Illy" C                                     | —               | 112             | —               | —               | Paper Trail                                   |

### Singoli ospite
| Year | Song                                                                                                | Chart positions | Chart positions | Chart positions | Album                                         |
| Year | Song                                                                                                | U.S.            | U.S. R&B        | U.S. Rap        | Album                                         |
| ---- | --------------------------------------------------------------------------------------------------- | --------------- | --------------- | --------------- | --------------------------------------------- |
| 2003 | "Never Scared" (Bone Crusher featuring T.I. and Killer Mike)                                        | 26              | 8               | 6               | Attenchun!                                    |
| 2004 | "Soldier" (Destiny's Child featuring T.I. and Lil Wayne)                                            | 3               | 3               | —               | Destiny Fulfilled                             |
| 2004 | "Round Here" (Memphis Bleek featuring T.I. and Trick Daddy)                                         | —               | 53              | —               | M.A.D.E.                                      |
| 2004 | "The One" (Cee-Lo featuring T.I. and Jazze Pha)                                                     | —               | 82              | —               | Cee-Lo Green... Is the Soul Machine           |
| 2005 | "3 Kings" (Slim Thug featuring T.I. and Bun B)                                                      | —               | 48              | 23              | Already Platinum                              |
| 2005 | "Touch" (Amerie featuring T.I.)                                                                     | —               | 95              | —               | Touch                                         |
| 2005 | "Drive Slow" (Kanye West featuring Paul Wall, GLC and T.I.)                                         | —               | 42              | —               | Late Registration                             |
| 2006 | "Shoulder Lean" (Young Dro featuring T.I.)                                                          | 10              | 1               | 1               | Best Thang Smokin'                            |
| 2006 | "My Love" (Justin Timberlake featuring T.I.)                                                        | 1               | 3               | —               | FutureSex/LoveSounds                          |
| 2006 | "Pac's Life" (2pac featuring Ashanti and T.I.)                                                      | 104             | 81              | —               | Pac's Life                                    |
| 2006 | "Make It Rain (Remix)" (Fat Joe featuring R Kelly, Lil Wayne, Birdman, T.I., Ace Mac and Rick Ross) | —               | —               | —               | Me, Myself & I                                |
| 2006 | "We Fly High (Remix)" (Jim Jones featuring T.I., P Diddy, Birdman and Young Dro)                    | —               | —               | —               | A Dipset X-Mas                                |
| 2006 | "Tell 'Em What They Wanna Hear" (Rashad featuring T.I. and Young Dro)                               | —               | 76              | —               | Grand Hustle Presents: In da Streetz Volume 4 |
| 2007 | "I'm a Flirt (Remix)" (R. Kelly featuring T.I. and T-Pain)                                          | 12              | 2               | 1               | Double Up                                     |
| 2007 | "We Takin' Over" (DJ Khaled featuring T.I., Akon, Fat Joe, Rick Ross, Birdman, and Lil Wayne)       | 28              | 26              | 11              | We the Best                                   |
| 2007 | "Whatever U Like" (Nicole Scherzinger featuring T.I.)                                               | 104             | 113             | —               | Her Name Is Nicole...                         |
| 2007 | "That's Right" (Big Kuntry King featuring T.I.)                                                     | —               | 105             | —               | My Turn to Eat                                |
| 2007 | "5000 Ones" (DJ Drama featuring Nelly, T.I., Yung Joc, Willie the Kid, Young Jeezy, and Twista)     | —               | 73              | —               | Gangsta Grillz: The Album                     |
| 2007 | "For a Minute" (B.G. featuring T.I.)                                                                | —               | —               | —               | Too Hood 2 Be Hollywood                       |
| 2008 | "I'll Be Lovin' U Long Time" (Mariah Carey featuring T.I.)                                          | 58              | 36              | —               | E=MC²                                         |
| 2008 | "Uh, Huh" (Alfamega featuring T.I.)                                                                 | —               | 60              | —               | I Am Alfamega                                 |
| 2008 | "Ain't I" (Yung L.A. featuring Young Dro and T.I.)                                                  | 47              | 7               | 4               | Futuristic Leland                             |
| 2008 | "Wish You Would" (Ludacris co-starring T.I.)                                                        | 114             | 118             | —               | Theater of the Mind                           |
| 2008 | "Just Like Me" (Jamie Foxx featuring T.I.)                                                          | 49              | 8               | —               | Intuition                                     |
| 2009 | "Day Dreaming" (DJ Drama featuring Akon, Snoop Dogg, and T.I.)                                      | —               | 88              | —               | Gangsta Grillz: The Album (Vol. 2)            |
| 2011 | "Care" (Kid Rock featuring Martina McBride and T.I.)                                                | —               | —               | —               | Born Free                                     |
| 2013 | "Blurred Lines" (Robin Thicke featuring T.I. e Pharrell Williams)                                   | —               | —               | —               | Born Free                                     |

## Video musicali
| Year | Title                          | Album                    | Director               | Artist                                             |
| ---- | ------------------------------ | ------------------------ | ---------------------- | -------------------------------------------------- |
| 2001 | "I'm Serious"                  | I'm Serious              | Chris Robinson         | T.I. f/Beenie Man                                  |
| 2001 | "Dope Boyz"                    | I'm Serious              | Thomas Forbes          | T.I.                                               |
| 2003 | "24s"                          | Trap Muzik               | Fat Cats               | T.I.                                               |
| 2003 | "Be Easy/Look What I Got"      | Trap Muzik               | Nick Quested           | T.I.                                               |
| 2003 | "Rubber Band Man"              | Trap Muzik               | Grand Hustlers and DRG | T.I.                                               |
| 2004 | "Let's Get Away"               | Trap Muzik               | Darren Grant           | T.I. f/Jazze Pha                                   |
| 2004 | "Bring Em Out/U Don't Know Me" | Urban Legend             | Fat Cats               | T.I.                                               |
| 2004 | "U Don't Know Me"              | Urban Legend             | Ben Mor                | T.I.                                               |
| 2005 | "ASAP/Motivation"              | Urban Legend             | Craig Ross Jr.         | T.I. f/P$C                                         |
| 2006 | "Front Back"                   | King                     | Dr. Teeth              | T.I. f/UGK                                         |
| 2006 | "What You Know"                | King                     | Chris Robinson         | T.I.                                               |
| 2006 | "Why You Wanna"                | King                     | Chris Robinson         | T.I.                                               |
| 2006 | "Live In The Sky"              | King                     | Chris Robinson         | T.I. f./Jamie Foxx                                 |
| 2006 | "Top Back"                     | King/In Da Streetz Vol.4 | Kevin Hunter           | T.I. f./Young Jeezy/Young Dro/Big Kuntry King/B.G. |
| 2007 | "Big Things Poppin' (Do It)"   | T.I. vs. T.I.P.          | Eric White             | T.I.                                               |
| 2007 | "You Know What It Is"          | T.I. vs. T.I.P.          | Chris Robinson         | T.I. f./Wyclef Jean                                |
| 2007 | "Hurt"                         | T.I. vs. T.I.P.          | Thomas Forbes          | T.I. f./Alfamega/Busta Rhymes                      |
| 2008 | "No Matter What"               | Paper Trail              | Self and James Lopez   | T.I.                                               |
| 2008 | "Whatever You Like"            | Paper Trail              | Dave Meyers            | T.I.                                               |
| 2008 | "What Up, What's Haapnin"      | Paper Trail              | Kai Crawford           | T.I.                                               |
| 2008 | "Live Your Life"               | Paper Trail              | Anthony Mandler        | T.I. f./Rihanna                                    |
| 2009 | "Dead And Gone"                | Paper Trail              | Chris Robinson         | T.I. f./Justin Timberlake                          |
| 2009 | "Remember Me"                  | Paper Trail: Case Closed | Jessy Terrero          | T.I. f./Mary J. Blige                              |
| 2009 | "Hell Of A Life"               | Paper Trail: Case Closed | Erik White             | T.I.                                               |

### Partecipazioni
| Anno | Titolo                            | Album                        | Regista                              | Artist                                                     |
| ---- | --------------------------------- | ---------------------------- | ------------------------------------ | ---------------------------------------------------------- |
| 2003 | "Never Scared"                    | AttenCHUN!                   | Bryan Barber                         | Bonecrusher f/Killer Mike/T.I.                             |
| 2004 | "Soldier"                         | Destiny Fulfilled            | Ray Kay                              | Destiny's Child f/Lil Wayne/T.I.                           |
| 2004 | "Round Here"                      | M.A.D.E.                     | Bernard Gourley and Memphis Bleek    | Memphis Bleek f/Trick Daddy/T.I.                           |
| 2004 | "Lacs and Prices"                 | N/A                          | N/A                                  | Slow Motion Soundz f/T.I.                                  |
| 2005 | "3 Kings"                         | Already Platinum             | Ulysses Terrero                      | Slim Thug f/Bun B./T.I.                                    |
| 2005 | "Touch"                           | Touch                        | Chris Robinson                       | Amerie f/T.I.                                              |
| 2005 | "I'm a King"                      | T.I. Presents: 25 to Life    | Benny Boom                           | P$C f/Lil Scrappy                                          |
| 2005 | "Do Ya Thang"                     | T.I. Presents: 25 to Life    | President Thomas Forbes              | P$C                                                        |
| 2005 | "Set It Out"                      | T.I. Presents: 25 to Life    | President Thomas Forbes              | P$C                                                        |
| 2006 | "Drive Slow (Remix)"              | Late Registration            | Hype Williams                        | Kanye West f/Paul Wall/GLC/ T.I.                           |
| 2006 | "Shoulder Lean"                   | Best Thang Smokin'           | President Thomas Forbes              | Young Dro f/T.I.                                           |
| 2006 | "My Love"                         | FutureSex/LoveSounds         | Paul Hunter                          | Justin Timberlake f/T.I.                                   |
| 2006 | "Pac's Life"                      | Pac's Life                   | Chris Robinson                       | 2pac f/Ashanti/T.I.                                        |
| 2006 | "We Fly High (Remix)"             | Hustler's P.O.M.E.           | Dale "RAGE" Resteghini and Jim Jones | Jim Jones f/Young Dro/Baby/Juelz Santana/T.I.              |
| 2006 | "Tell 'Em What They Want To Hear" | Detroit Love Affair          | Ulysses Terrero                      | Rashad f/T.I./Young Dro                                    |
| 2007 | "Make It Rain (Remix)"            | Me, Myself & I               | R. Malcolm Jones                     | Fat Joe f/ R. Kelly/Lil Wayne/Baby/T.I./Ace Hood/Rick Ross |
| 2007 | "I'm a Flirt (Remix)"             | Double Up                    | Benny Boom                           | R. Kelly f/ T.I. and T-Pain                                |
| 2007 | "We Takin' Over"                  | We The Best                  | Gil Green                            | DJ Khaled f/Akon/T.I./Fat Joe/Rick Ross/Birdman/Lil Wayne  |
| 2007 | "Whatever U Like"                 | Her Name Is Nicole...        | Paul Hunter                          | Nicole Scherzinger f/ T.I.                                 |
| 2008 | "I'll Be Lovin' U Long Time"      | E=MC²                        | Chris Applebaum                      | Mariah Carey f/ T.I.                                       |
| 2008 | "Uh, Huh"                         | I Am Alfamega                | Kai Crawford                         | Alfamega f/ T.I.                                           |
| 2008 | "Hi Hater Remix"                  | If Tomorrow Comes...         | Mazik Saevitz                        | Maino f/ T.I./Swizz Beatz/Plies/Jadakiss/Fabolous          |
| 2008 | "Ain't I (Remix)"                 | Futuristic Leland            | Kai Crawford                         | Yung LA f/ Young Dro and T.I.                              |
| 2008 | "Just Like Me"                    | Intuition                    | Brett Ratner                         | Jamie Foxx f/ T.I.                                         |
| 2009 | "Day Dreaming"                    | Gangsta Grillz: The Album II | Dale "RAGE" Resteghini               | DJ Drama f/ Akon, Snoop Dogg and T.I.                      |

## Colonne sonore

### Film
- Mr. 3000.."Look What I Got"
- L'altra sporca ultima meta .."Bounce Like This"
- Hustle and Flow .."I'm a King" with Lil Scrappy and P$C
- ATL .."Ride With Me" "What You Know" "Front Back"
- Step Up .."Get It"

### Televisione
- One Tree Hill (Pilot) .. "24s"
- Entourage
  - ("An Offer Refused") .. "Bring Em Out"
  - ("Neighbors").."Freak Though" featuring Pharrell Williams
  - ("Dominated").."Ride Wit Me"
  - ("Sorry, Harvey").."You Know What It Is"
- The O.C..."Bring Em Out"
- Making The Band..Be Easy (Instrumental)

### Videogiochi
- Need for Speed (Need for Speed: Underground) .."24s"
  - (Need for Speed: Most Wanted).."Do Ya Thang" with P$C
- Midnight Club 3: DUB Edition.."ASAP" and "U Don't Know Me"
- Def Jam: Icon.."What You Know" and "Top Back"